# Ernolatia
Ernolatia é um gênero de mariposa pertencente à família Bombycidae.

## Espécies
- Ernolatia lida (Moore, 1858)
- Ernolatia moorei (Hutton, 1865)